# Фултон (округ, Джорджия)
Фу́лтон (англ. Fulton County) — округ штата Джорджия, США. Население округа на 2020 год составляло 1 066 710 человек. Административный центр округа — город Атланта.

## История
Округ Фултон основан 20 декабря 1853 года.
Известный ранее (до июля 1858 года) как Милтон, город Альфаретта был основан 11 декабря 1858 года, с границами, простирающимися в радиусе полумили (0,8 км) от здания городского суда. Он был административным центром округа Милтон до 1931 года, когда округ Милтон объединился с округом Фултон, чтобы избежать банкротства во время Великой депрессии.
В 2016 году образован город Саут-Фултон с населением более 100 тысяч человек.

## География
Округ занимает площадь 1383,1 км2 (534 миля2).

## Климат
В округе Фултоне влажный субтропический климат, характеризующийся обильными осадками, которые равномерно распределяются в течение года (по классификации климата Кёппена — «Cfa»).

## Демография
Согласно Бюро переписи населения США, в округе Фултон в 2020 году проживало 1 066 710 человек. Плотность населения составляла 595.6 человек на квадратный километр.

## Города-побратимы
- Таоюань, Тайвань[4]